# Insizwaite
L'insizwaite è un minerale appartenente al gruppo della pirite.